# Mazargues
Ne pas confondre avec Mazaugues, commune du Var.

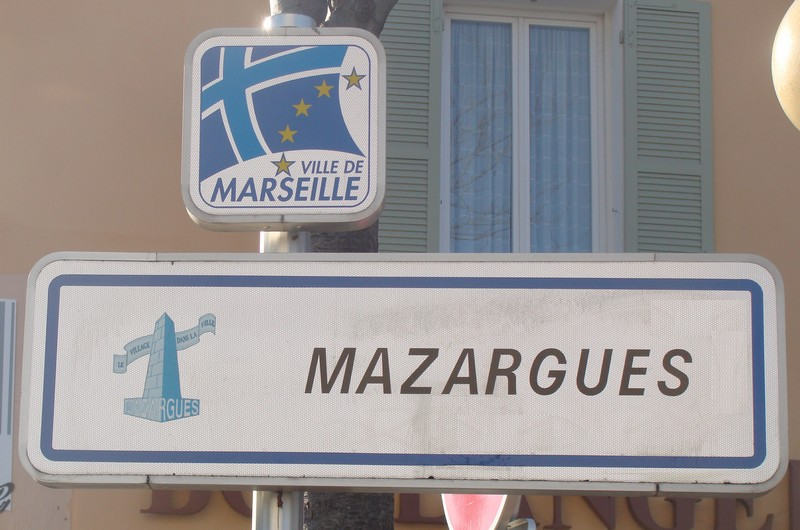
Panneau d'entrée du quartier

Mazargues est un quartier de Marseille dans le 9e arrondissement.

## Origine du nom
La plus ancienne mention du lieu date de 1096 : « Vallis de Marsanges ». Ce nom deviendra ensuite Marzanèges, puis Massanègues, Massargues, et enfin Mazargues.
En provençal le nom s'écrit Mazargo.

## Situation

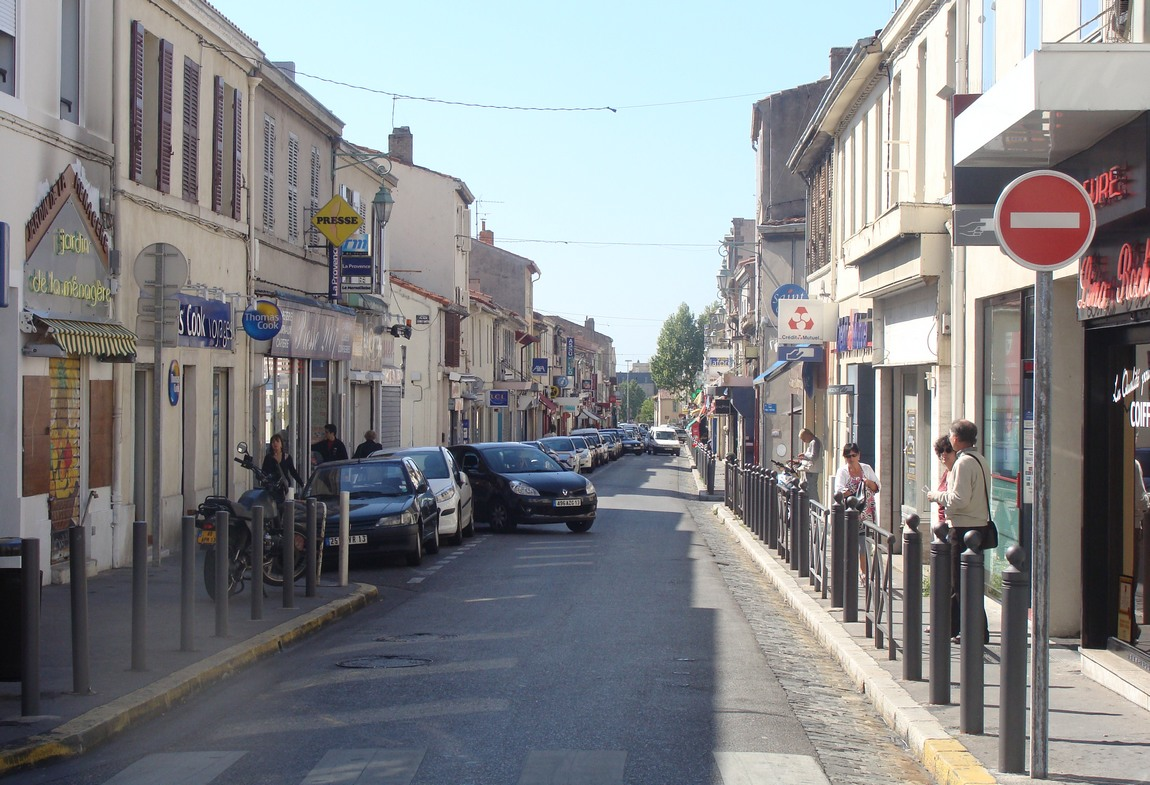
La rue Émile-Zola depuis la place de l'église de Mazargues

Le quartier s'est développé autour d'un ancien village (une paroisse sous l'Ancien Régime), qui est un de ceux qui ont le plus gardé jusqu'à nos jours un caractère et une vie propres. Le village se serre autour de la rue centrale (rue Émile-Zola), située dans l'axe de la longue avenue de Mazargues (anciennement chemin de Mazargues) venant du centre-ville, et qui se termine face à l'église saint-Roch. 
Mais l'axe principal du quartier moderne est formé par le boulevard Michelet, côté nord, et l'avenue de Lattre-de-Tassigny, que les Marseillais appellent plus volontiers la route de Cassis (car c'est le début de l'ancienne route nationale 559 reliant Marseille à Cassis, Toulon et au-delà par le bord de mer). La jonction entre ces deux avenues se fait au rond-point de Mazargues, au centre duquel se dresse un obélisque qui termine le grand alignement nord-sud de la ville (Porte d'Aix - Castellane - rond-point du Prado - Mazargues).
Le quartier fait partie du canton de Marseille-Mazargues.
Le quartier continue au sud vers la calanque de Morgiou, mais ses limites se situent un peu avant la prison des Baumettes. Le chemin de Morgiou était d'ailleurs le seul accès permettant de rejoindre les calanques par le passé. Ce chemin étroit est d'ailleurs beaucoup fréquenté de nos jours puisque c'est toujours l'accès principal vers la prison. La voirie a eu de nombreux problèmes à s'adapter à la circulation et il est fréquent de voir des embouteillages dans cette zone qui malgré son étroitesse est emprunté par les bus et les camions.

## Histoire
Les actes les plus anciens concernant Mazargues proviennent de l'abbaye de Saint-Victor de Marseille et datent de 1096 et 1113. À cette époque, Mazargues n'était pas encore un village, tout au plus une terre dans le territoire de Saint-Genes (Saint-Giniez).
Madame de Grignan, heureuse propriétaire d'une bastide dans le quartier de Mazargues au sujet de laquelle elle ne tarissait pas d'éloges, décrivit en ces termes ce hameau, dans un courrier adressé à Mme de Coulanges daté du 5 février 1703 : 
« On n'y voit que des personnes qui meurent à cent ans ; on ne connait point les maladies ; le bon air et les bonnes eaux y font régner non seulement la santé, mais la beauté. Dans le canton vous ne voyez que de jolis visages, que des hommes bien faits, et les vieux comme les jeunes ont les plus belles dents du monde. S'il y a un peuple qui arrive à l'idée du peuple heureux représenté dans Télémaque, c'est celui de Mazargues ».
Le château de Mazargues, qui fut incendié pendant la période révolutionnaire, se trouvait, selon Alfred Saurel, à l'angle du chemin du Lancier et du chemin de Mazargues.
L'obélisque de Mazargues se trouvait à l'origine sur la place Castellane, où il avait été érigé en 1811 en l'honneur de la naissance du Roi de Rome, le fils de Napoléon Ier. Il a été déplacé jusqu'à Mazargues en 1911 pour laisser la place à une fontaine monumentale.

## Lieux et monuments
- L'obélisque.
- L'église Saint-Roch.
- Le cimetière militaire allié, contigu au cimetière civil de Mazargues.

## Personnalités
- Paul Mezzara (1866-1918), artiste peintre, artiste décorateur, mécène, écrivain et chef d’industrie français, décédé à Mazargues.
- Françoise de Sévigné, qui y possédait une bastide, y mourut en 1705.
- Jean-Claude Gaudin, maire de Marseille de 1995 à 2020, est un « enfant de Mazargues ».
- Didier Roustan, journaliste sportif, dont le père y est né.

## Ouvrages mettant en scène Mazargues ou ses habitants
- Elie Boissin, Le Minot de Mazargues, Paul Keruel/Vauvenargues éditions
- Elie Boissin, Mystères et Histoires des Calanques, éditions Terradou
- Evelyne Lyon-Lavaggi, Mazargues, près des calanques illustré par J.-P. Lyon. éditions Alan Sutton 2007.
- Evelyne Lyon-Lavaggi, Dis Papet, raconte-nous Mazargues illustré par J.-P. Lyon, éditions Alan Sutton 2008.
- Evelyne Lyon-Lavaggi, Mazargues ses fourneaux d'Antan illustré par J.-P. Lyon, éditions Alan Sutton 2009.
- Raymond Cresp et Evelyne Lyon-Lavaggi, "Mazargues et ses Calanques", coll. « Mémoire en images », éditions Alan Sutton 2009.